# 张羡崇
张羡崇（1959年—），黑龙江巴彦人，汉族，中华人民共和国政治人物、第十一届全国人民代表大会吉林地区代表。
毕业于武汉水利电力大学管理工程专业，是中共党员。担任中国能建党委常委、副总经理。2008年起担任全国人大代表。